# Открытый чемпионат США по теннису 2013
Открытый чемпионат США по теннису 2013 года — 133-й розыгрыш ежегодного профессионального теннисного турнира серии Большого шлема, проводящегося в американском городе Нью-Йорк на кортах местного Национального теннисного центра. Традиционно выявляются победители соревнования в девяти разрядах: в пяти — у взрослых и четырёх — у старших юниоров.
В 2013 году матчи основных сеток прошли с 26 августа по 9 сентября. Соревнование традиционно завершало сезонов турниров серии в рамках календарного года. В 10-й раз подряд турниру предшествовала бонусная US Open Series для одиночных соревнований среди взрослых, шестёрка сильнейших по итогам которой, исходя из своих результатов на Открытом чемпионате США, дополнительно увеличивала свои призовые доходы.
Прошлогодние победители среди взрослых:
- в мужском одиночном разряде —  Энди Маррей
- в женском одиночном разряде —  Серена Уильямс
- в мужском парном разряде —  Боб Брайан и  Майк Брайан
- в женском парном разряде —  Сара Эррани и  Роберта Винчи
- в смешанном парном разряде —  Екатерина Макарова и  Бруно Соарес

## Общая информация
Призовые суммы по сравнению с 2012 годом были существенно увеличены: общий фонд вырос на девять миллионов долларов, достигнув рекордной отметки в 34,3 миллиона долларов. Чемпионы одиночного разряда получили на 700 тысяч долларов больше, чем за год до того; призовой фонд в парных разрядах увеличен на 13 %.

### US Open Series
| Поз. | Теннисист              | Очков | US Open 2013 | Бонусные призовые |
| ---- | ---------------------- | ----- | ------------ | ----------------- |
| 1    | Рафаэль Надаль         | 200   | Титул        | $ 1 000 000       |
| 2    | Джон Изнер             | 185   | 3-й раунд    | $ 20 000          |
| 3    | Хуан Мартин дель Потро | 130   | 2-й раунд    | $ 6 250           |

| Поз. | Теннисистка         | Очков | US Open 2013 | Бонусные призовые |
| ---- | ------------------- | ----- | ------------ | ----------------- |
| 1    | Серена Уильямс      | 170   | Титул        | $ 1 000 000       |
| 2    | Виктория Азаренко   | 145   | Финал        | $ 250 000         |
| 3    | Агнешка Радваньская | 130   | 4-й раунд    | $ 17 500          |

## Соревнования

### Взрослые

#### Мужчины. Одиночный турнир
Рафаэль Надаль обыграл  Новака Джоковича со счётом 6-2, 3-6, 6-4, 6-1.
- Надаль выигрывает второй турнир серии в сезоне и 13-й за карьеру.
- Джокович уступает свой второй финал турниров серии в сезоне и шестой за карьеру.

#### Женщины. Одиночный турнир
Серена Уильямс обыграла  Викторию Азаренко со счётом 7-5, 6-7(6), 6-1.
- Представительница США защищает титул на домашнем турнире Большого шлема впервые с 2001 года.
- Впервые с 2002 года в финале данного турнира 2 года подряд играют одни и те же теннисистки; впервые с 1996 года победительница турнира 2 года подряд побеждает в финале одну и ту же соперницу.

#### Мужчины. Парный турнир
Леандер Паес /  Радек Штепанек обыграли  Александра Пейю /  Бруно Соареса со счётом 6-1, 6-3.
- Паес выигрывает свой 1-й титул в сезоне и 8-й за карьеру на соревнованиях серии.
- Штепанек с третьей попытки выигрывает турнир серии вне Австралии.

#### Женщины. Парный турнир
Андреа Главачкова /  Луция Градецкая обыграли  Эшли Барти /  Кейси Деллакква со счётом 6-7(4), 6-1, 6-4.
- Представительница Чехии выигрывает Открытый чемпионат США в этом разряде впервые с 1998 года.
- Барти и Деллакква уступают третий финал в сезоне на турнирах Большого шлема.

#### Микст
Андреа Главачкова /  Максим Мирный обыграли  Абигейл Спирс /  Сантьяго Гонсалеса со счётом 7-6(5), 6-3.
- Главачкова становится первой с 1993 года представительницей Чехии, которой покоряется американский турнир в данном разряде.
- Третья победа Мирного в этом разряде на американском турнире после успехов в 1998 и 2007 годах

### Юниоры

#### Юноши. Одиночный турнир
Борна Чорич обыграл  Танаси Коккинакиса со счётом 3-6, 6-3, 6-1.
- Представитель Хорватии побеждает на турнире серии впервые с 2005 года.

#### Девушки. Одиночный турнир
Ана Конюх обыграла  Торнадо Алисию Блэк со счётом 3-6, 6-4, 7-6(6).
- Впервые с 1996 года американский турнир Большого шлема в данном разряде выигрывает представительница Хорватии.
- Представительница США сыграла в финале домашнего турнира Большого шлема третий год подряд впервые с 1989 года.

#### Юноши. Парный турнир
Камиль Майхшак /  Мартин Редлицки —  Кантен Алис /  Фредерику Феррейра Силва — 6-3, 6-4.
- Представитель Польши выигрывает турнир Большого шлема в парном разряде среди юношей впервые с 2006 года, в том же году представитель США впервые выиграл домашнее соревнование серии в этом разряде.

#### Девушки. Парный турнир
Барбора Крейчикова /  Катерина Синякова обыграли  Белинду Бенчич /  Сару Соррибес Тормо со счётом 6-3, 6-4.
- Крейчикова и Синякова выигрывают третий подряд турнир серии Большого шлема в парном разряде среди девушек.
- Мононациональная пара из Чехии выигрывает Открытый чемпионат США в этом разряде впервые с 1986 года.